# Bulbophyllum granulosum
Bulbophyllum granulosum là một loài phong lan thuộc chi Bulbophyllum.